# Gagea foliosa
Gagea foliosa là một loài thực vật có hoa trong họ Liliaceae. Loài này được (C.Presl) Schult. & Schult.f. miêu tả khoa học đầu tiên năm 1830.